# Bren Foster
Bren Foster (Londen, 2 november 1976) is een in Engeland geboren Australisch acteur en vechtsporter, houder van de zwarte band in Taekwondo, Hapkido en Hwa Rang Do.

## Biografie
Foster werd geboren in Londen en heeft de Australische en Amerikaanse nationaliteit. Zijn moeder was van Cypriotische afkomst en zijn vader was van Engelse/Ierse afkomst. Tijdens zijn high school kwam hij in aanraking met het acteren en na zijn high school verhuisde hij naar New York waar hij het acteren leerde aan de Barrow Group Theater. Na terugkeer in Australië werd hij aangenomen op de hoog aangeschreven toneelschool The University of Western Sydney in Sydney. Hierna begon hij met acteren voor televisie in zowel Australië als Amerika.
Foster begon in 2001 met acteren in de film Invincible, waarna hij nog meerdere rollen speelde in films en televisieseries. Hij is vooral bekend van zijn rol als Quinn Hudson in de televisieserie Days of our Lives, waar hij in 179 afleveringen speelde (2011-2012).

## Filmografie

### Films
Uitgezonderd korte films.
- 2024 Life After Fighting - als Alex Faulkner
- 2020 Deep Blue Sea 3 - als Lucas
- 2020 Alpha Code - als Martin Fell
- 2016 Science Fiction Volume One: The Osiris Child - als Charles Kreat
- 2015 Terminus - als agent Stipe
- 2015 Infini - als Morgan Jacklar
- 2013 Force of Execution - als Hurst
- 2012 Maximum Conviction - als Bradley
- 2012 War Flowers - als John Ellis
- 2011 Bad to the Bone - als Bone
- 2009 Cedar Boys - als Jamal Ayoub
- 2001 Invincible - als schaduwman

### Televisieseries
Uitgezonderd eenmalige gastrollen.
- 2021 Home and Away - als Stephen Tennyson - 19 afl.
- 2014-2018 The Last Ship - als hoofd officier Wolf "Wolf-Man" Taylor - 41 afl.
- 2011-2012 Days of our Lives - als Quinn Hudson - 179 afl.
- 2009 Sea Patrol - als Cliff Bailey - 2 afl.
- 2007 Home and Away - als Tony - 3 afl.